# Fête de Lutte ouvrière
La fête de Lutte ouvrière est un rassemblement annuel en France, organisé par le journal communiste internationaliste Lutte ouvrière et l'organisation politique du même nom.
Créée en 1971, elle a lieu tous les ans pendant le week-end de la Pentecôte dans le parc du château de Bellevue à Presles. Cette fête comprend en plus d'un caractère politique, un volet festif et culturel avec des concerts et conférences.

## Description
Elle a lieu chaque année les samedi, dimanche et lundi du week-end de la Pentecôte. Elle prend place dans un grand parc boisé de plusieurs hectares attenant au château de Bellevue à Presles, petite ville du Val-d'Oise, à 30 km au nord de Paris.

## Organisation
L'événement est organisé par l’hebdomadaire Lutte ouvrière et l'organisation politique du même nom. Cette fête s'inspire depuis son démarrage de la fête de l’Humanité.
Tous les stands sont tenus par des groupes de militants et sympathisants de Lutte ouvrière.

## Contenu
On y trouve des activités culturelles (concerts, théâtre, cinéma, cirque, expositions), scientifiques (invités spécialistes, exposés de vulgarisation, arboretum) ou ludiques (grimpe d'arbres et jeux en tous genres).
Au niveau de la restauration, des spécialités culinaires de France ou d'ailleurs sont proposées.
La dimension politique de l'événement est importante. Des expositions sont organisées et des débats sont animés par Lutte ouvrière ou d'autres organisations d'extrême gauche, avec des invités sur des sujets d'histoire ou d'actualité,. Cette fête est aussi traditionnellement l’occasion d’allocutions, et notamment de discours de la porte-parole de Lutte ouvrière, Arlette Laguiller de 1974 à 2008, et Nathalie Arthaud depuis 2009. Ces discours précisent les positions de cette organisation dans le jeu politique français. Ils sont suivis et commentés à ce titre par les médias et les observateurs,,,,,.

## Historique
La fête se tient pour la première fois en 1971 sur un champ situé dans la commune de Presles,,.
Après une seconde édition à Presles, la fête déménage de 1973 à 1980 à Mériel. En raison des travaux de la Francilienne, la fête retourne définitivement à Presles, désormais dans le parc du château de Bellevue.
L'édition 1981 est en retrait en fréquentation, quelques semaines après l'élection de François Mitterrand à la présidence de la République française. L’affluence traditionnelle redémarre dès 1982.
En 2006, l’annonce de la dernière candidature d’Arlette Laguiller à une élection présidentielle génère également une bonne affluence, cette fête marquant pour elle le coup d’envoi de la campagne,.
Les éditions de 2016 et 2017 réunissent jusqu'à 30 000 visiteurs,.
À cause de la pandémie de Covid-19, l'édition 2020 est reportée aux 26 et 27 septembre avant d'être annulée par un décret de la préfecture du Val-d’Oise.

## Programmation musicale
De nombreux artistes ont été invités à se produire sur scène à l'occasion de la fête de Lutte ouvrière.

### 1999
- Pierre Perret

- Michel Portal

### 2000
- Dally Jazz Quartet
- Gilbert Laffaille
- Paris Combo
- Yves Uzureau
- Dieudonné
- Man D'Dappa
- Jean-Jacques Milteau
- L'Harmonie D'Hondschoote
- Gustave Parking
- Djamel Allam

### 2001
- Juliette Gréco
- Les Wriggles

### 2002
- Bernard Lavilliers
- Michel Bühler
- Sanseverino

### 2003
- Sabayo
- Clarika
- Chanson Plus Bifluorée
- Gilbert Laffaille
- CharlÉlie Couture
- Bonga
- Les Fatals Picards
- Jean-Jacques Milteau
- La Contrabanda

### 2004
- No Water Please
- Yves Jamait
- Richard Bohringer & Aventures
- Les Szgaboonistes
- Hubert-Félix Thiéfaine
- Tryo
- Gustave Parking
- Raul Paz

### 2005
- Ocho y media
- Paris Combo
- Les blaireaux
- Koumbohé
- Princes chameaux
- Sally Nyolo
- Xavier Lacouture

### 2006
- Ministère des Affaires Populaires
- Pauline Croze
- Mes souliers sont rouges
- Ba Cissoko
- La Canaille
- Compagnie Jolie Môme
- Tres Pesos

### 2007
- La Canaille
- Debout sur le zinc
- Clarika
- Alexis HK
- R.wan
- Joyeux Urbains
- Rit
- Acapulco Gold

### 2008
- Volo
- Ilene Barnes
- Compagnie Jolie Môme
- Candycash
- Gil
- Akli D.
- Thomas Pitiot

### 2009
- Amélie les Crayons
- Alee
- Les Wriggles
- Ministère des Affaires Populaires
- PPFC
- Bazar et Bémols
- Shaggy dogs
- Oliv' et ses noyaux
- Michel Bühler

### 2010
- Princes chameaux
- Carmen Maria Vega
- Karimouche
- Les Blérots de R.A.V.E.L.
- Compagnie Jolie Môme
- HK et les Saltimbanks
- La ruelle en chantier
- Bazar et Bémols

### 2011
- La Canaille
- Memo
- Karpatt
- Chloé Lacan
- Volo
- Dobet Gnahoré
- Compagnie Jolie Môme
- La Fanfare en Pétard

### 2012
- The Barettes
- Les Grandes Bouches
- Souad Massi
- Gilles Saucisse
- Djeli Moussa Condé
- Blankass
- Fandjango
- La Caravane Passe
- Jagas
- Soul Power

### 2013
- La rustine
- Volo
- Agnès Bihl
- Anne Sylvestre
- Bazar et Bémols
- Compagnie Jolie Môme

### 2014
- Gipsy Kamikaze
- Tournée Générale
- HK & Les Déserteurs
- Évelyne Gallet
- Paris Combo
- Frédéric Fromet
- Féloche
- Les Yeux D'La Tête
- Nawel

### 2015
- Archimède